# Special Generation
„Special Generation” (jap. スッペシャル ジェネレ～ション Suppesharu Jenere~shon) – szósty singel zespołu Berryz Kōbō, wydany 30 marca 2005 roku przez wytwórnię Piccolo Town. Został wydany także jako „Single V” (DVD) 20 kwietnia 2005 roku.
Singel osiągnął 7 pozycję w rankingu Oricon i pozostał na liście przez 4 tygodnie, sprzedano 24 449 egzemplarzy.

## Lista utworów
| Nr | Tytuł                                                                                            | Słowa  | Kompozycja | Aranżacja                | Czas |
| -- | ------------------------------------------------------------------------------------------------ | ------ | ---------- | ------------------------ | ---- |
| 1. | "Special Generation~" (jap. スッペシャル ジェネレ～ション Suppesharu Jenere~shon)                | Tsunku | Tsunku     | Kōji Makaino             |      |
| 2. | "Koishiteru toki wa itsumo..." (jap. 恋してる時はいつも…)                                        | Tsunku | Tsunku     | Hideyuki „Daichi” Suzuki |      |
| 3. | "Special Generation~" (jap. スッペシャル ジェネレ～ション Suppesharu Jenere~shon) (Instrumental) |        | Tsunku     | Kōji Makaino             |      |

Single V
| Nr | Tytuł                                                                                               | Czas |
| -- | --------------------------------------------------------------------------------------------------- | ---- |
| 1. | "Special Generation~" (jap. スッペシャル ジェネレ～ション Suppesharu Jenere~shon)                   |      |
| 2. | "Special Generation~" (jap. スッペシャル ジェネレ～ション Suppesharu Jenere~shon) (Dance Shot Ver.) |      |
| 3. | "Making eizō" (jap. メイキング映像)                                                                 |      |